# Karmichael Hunt
Pour les articles homonymes, voir Hunt.

a Compétitions nationales et continentales officielles uniquement.

b Matchs officiels uniquement.
Dernière mise à jour le 23 janvier 2019.
Karmichael Hunt, né le 17 novembre 1986 à Auckland (Nouvelle-Zélande), est un joueur australien de rugby à XIII évoluant au poste d'arrière et de rugby à XV évoluant au poste de centre.

## Biographie

### Rugby à XIII

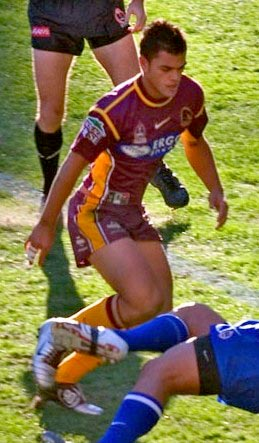
Hunt lors de ses débuts en 2004

Engagé aux Brisbane Broncos, il dispute la National Rugby League entre 2004 et 2009 prenant part au titre en 2006. Il connaît également la sélection d'Australie et les Queensland Maroons participant au State of Origin.
Hunt fait ses débuts en NRL en 2004 puis devient rapidement un titulaire, remportant lors de sa première année le titre de meilleur jeune du championnat. Il rejoint ensuite la sélection australienne malgré ses origines néo-zélandaises et dispute également le State of Origin. Après six saisons en NRL, il exprime son désir de quitter cette compétition et signe en juillet 2009 pour trois saisons dans une franchise de football australien les  Gold Coast ce dernier étant l'un des deux sports dominants en Australie au côté du rugby à XIII. 

### Rugby à XV
En raison d'une année d'attente, il annonce le 17 octobre 2009 qu'il tente une aventure au rugby à XV en s'engageant dans le club français du Biarritz olympique en tant que joker médical pour une année. Lors de la finale de H-Cup 2010, il est titulaire et inscrit un essai à la 73' minute, insuffisant à Biarritz pour battre le Stade toulousain (19-21 score final). Il deviendra ainsi le premier joueur à disputer des rencontres de haut niveau dans les trois codes différents.
En novembre 2009, il est invité avec les Barbarians français pour jouer un match contre un XV de l'Europe FIRA-AER au Stade Roi Baudouin à Bruxelles. Ce match est organisé à l'occasion du 75e anniversaire de la FIRA – Association européenne de rugby. Les Baa-Baas l'emportent 26 à 39.

### Football australien
Depuis le 12 juin 2010 Karmichael Hunt joue au football australien. 
Il joue actuellement pour le club australien des  Gold Coast Suns qui a intègre l'Australian Football League en 2011. Karmichael Hunt est le troisième joueur de l'histoire du football australien à dépasser le million de dollar australien de rémunération annuelle.

### Retour à XV
En 2015, il retrouve le rugby à XV avec les Reds, mais il est accusé de trafic de cocaïne et condamné à deux amendes d'un total de 32 500 dollars australiens. Il est suspendu six semaines par sa franchise. En 2017, il connaît sa première sélection en équipe d'Australie de rugby à XV contre les Fidji lors de la tournée d'été. Il est de nouveau retenu pour la tournée d'automne en Europe la même année.
En décembre 2017, il est de nouveau interpelé pour possession de cocaïne. Suspendu pour quatre matches par la Fédération australienne, il est autorisé à rejouer en Super Rugby à compter du 19 mars 2018.
Le 21 janvier 2019, Karmichael Hunt, qui avait rejoué en Championnat national australien avec l'équipe de Brisbane City entre septembre et octobre 2018 (6 matches, 1 essai), s'engage avec l'équipe des Waratahs pour la saison de Super Rugby 2019.

## Palmarès
- Finaliste de la Heineken Cup : 2010